# 御春豊宗
御春 豊宗（みはる の とよむね、生没年不詳）は、平安時代前期の貴族。氏姓は飛鳥戸（飛鳥部）造のち御春朝臣。官位は従五位下・美濃権介。

## 経歴
主計助を経て、清和朝初頭の貞観元年（859年）外従五位下に叙せられる。貞観4年（862年）本拠地を河内国安宿郡から左京職に移し、翌貞観5年（863年）豊宗ら一族男女8名が飛鳥戸造から御春朝臣に改姓している。
貞観7年（865年）美濃権介として地方官に転じ、貞観8年（866年）内位の従五位下に至った。

## 官歴
『日本三代実録』による。
- 時期不詳：正六位上。主計助
- 貞観元年（859年） 11月19日：外従五位下
- 貞観4年（862年） 7月28日：河内国安宿郡から左京職に移貫
- 貞観5年（863年） 8月17日：飛鳥戸造から御春朝臣に改姓
- 貞観7年（865年） 3月28日：美濃権介
- 貞観8年（866年） 正月7日：従五位下（内位）

## 系譜
- 父：不詳
- 母：不詳
- 生母不詳の子女
  - 男子：御春有輔[1]
  - 女子：藤原利基室[2]